# Kortstaartspitsmuis
De kortstaartspitsmuis (Blarina brevicauda)  is een zoogdier uit de familie van de spitsmuizen (Soricidae). De wetenschappelijke naam van de soort werd voor het eerst geldig gepubliceerd door Say in 1823.

## Kenmerken
Deze soort heeft een pover gezichtsvermogen, maar een prima ontwikkelde geur- en tastzin. De ogen liggen verborgen in de vacht. De kleur van de vacht is grijszwart. De lichaamslengte bedraagt 12 tot 14 cm, de staartlengte 3 cm en het gewicht 20 gram.

## Leefwijze
Zijn voedsel bestaat vooral uit ongewervelde bodemdiertjes, maar ook muizen, wat ongebruikelijk is voor spitsmuizen, maar ook plantaardig voedsel staat op zijn menu. Zijn beet is giftig door toxisch speeksel. Hij rust en eet doorgaans onder de grond op een diepte van 10 tot 50 cm, in oude gangen van mollen en woelmuizen, waar ook de voedselvoorraden worden aangelegd als reserve voor de winter.

## Verspreiding
Deze soort komt algemeen voor in zuidelijk Canada en het noordoosten van de VS.

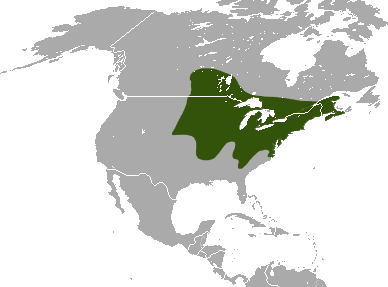
Verspreidingsgebied van de kortstaartspitsmuis (Blarina brevicauda)

## Leefgebied
Deze soort bewoont gematigde bossen, bosachtige terreinen, maar ook naaldbossen en open habitats.